# Brydning under sommer-OL 2024 - 74 kg fristil (herrer)
Mændenes 74 kg-konkurrence i fristil ved sommer-OL 2024 i Paris, Frankrig, fandt sted den 9.-10. august 2024 på Grand Palais Éphémère i Champ de Mars.

## Rangering
| Rangering                        | Udøver                             |
| -------------------------------- | ---------------------------------- |
| 1                                | Razambek Zhamalov (UZB)            |
| 2. plads, sølvmedaljemodtager(e) | Daichi Takatani (JPN)              |
| 3                                | Kyle Dake (USA)                    |
| 3                                | Chermen Valiev (ALB)               |
| 5                                | Khetag Tsabolov (SRB)              |
| 5                                | Viktor Rassadin (TJK)              |
| 7                                | Younes Emami (IRI)                 |
| 8                                | Lu Feng (CHN)                      |
| 9                                | Mahamedkhabib Kadzimahamedau (AIN) |
| 10                               | Tajmuraz Salkazanov (SVK)          |
| 11                               | Frank Chamizo (ITA)                |
| 12                               | Amr Reda Hussen (EGY)              |
| 13                               | Turan Bayramov (AZE)               |
| 14                               | Georgios Kougioumtsidis (GRE)      |
| 15                               | Bacar Ndum (GBS)                   |
| 16                               | Anthony Montero (VEN)              |
| 17                               | Iman Mahdavi (EOR)                 |
| LFO                              | Geandry Garzón (CUB)               |